# لوسيان ليب
لوسيان ليب (بالإنجليزية: Lucian Leape) هو طبيب أمريكي، أستاذ في كلية الصحة العامة بجامعة هارفارد، وهو نشط في محاولة تحسين النظام الطبي لتقليل الأخطاء الطبية. في عام 1994، نُشِر له مقال بعنوان "Error in Medicine" في مجلة الجمعية الطبية الأمريكية (JAMA). في عام 1997، أدلى بشهادته أمام لجنة فرعية تابعة لمجلس الشيوخ الأمريكي بتوصياته لتحسين السلامة الطبية.
كما دعى لوسيان إلى تبني إجراءات السلامة الطبية على إقالة الأطباء والممارسين الصحيين السيئين من ممارسة عملهم.
سنة 2006، مُنح لقب أكثر الشخصيات المؤثرة في الصحة حول العالم. وفي عام 2007، أنشأت المؤسسة القومية الأمريكية لسلامة المرضى «معهد لوسيان ليب لسلامة المرضى».
حصل ليب على جائزة النسر الكشفية (الكشافة الأمريكية)، وقد تم الاعتراف بها من قبل الكشافة الأمريكية.
تخرج من مدرسة طب هارفارد في عام 1959 بعد حصوله على شهادة البكالوريوس من جامعة كورنيل في عام 1952.